# مستر بين يذهب إلى المدينة
مستر بين يذهب إلى المدينة (بالإنجليزية: Mr. Bean Goes to Town)، هي الحلقة الرابعة من المسلسل التلفزيوني البريطاني مستر بين. تم بثه لأول مرة على آي تي في في 15 أكتوبر 1991. وشاهده 14.42 مليون مشاهد أثناء البث الأصلي.
كانت هذه هي الحلقة الأولى التي يتم إنتاجها وبثها في تقنية نيكام وأول حلقة يشرف عليها فريق إنتاج جديد - المخرجان جون بيركين وبول ويلاند والمنتجة سو فيرتو. وكانت أيضًا الحلقة الأولى التي تقدم عرض «الشارع» المألوفة في عنوان المسلسل.

## القصة

### العرض الأول: التلفزيون
اشترى مستر بين للتو تلفزيونًا محمولًا، وبعد عودته إلى المنزل واضطراره للخروج من نافذة سيارته (حيث أن صندوق التلفزيون مربوط بالسيارة، مما يمنع فتح الباب)، يقوم بنقل التلفزيون إلى شقته ويُدخل بعض القطع النقدية في عداد الكهرباء على الحائط لتشغيل الطاقة. بعد تفريغ التلفزيون من العلبة ووضعه على الحامل، يدرك سهوًا أنه ينظر إلى الجزء الخلفي منه بدلًا من الجهة الصحيحة. يقوم مستر بين بتوصيله في المقبس ويتساءل لماذا لا يعمل، ليدرك أنه نسي توصيل القابس بكابل الطاقة الخاص بالتلفزيون. بعد توصيل الكابل في القابس، وتوصيل الهوائي وتشغيل التلفزيون، يكتشف أنه صورة الشاشة لا تحصل على استقبال جيد فيقوم بتحريك الهوائي بصورة عشوائية لأجل التقاط الصورة الصحيحة. عندما يضع الهوائي على الأرض ويجلس على كرسي في مكان معين، يحصل التلفزيون فجأة على الاستقبال، ولكن المكان الذي يتم التقاط الشارة من خلاله ليس بواجهة التلفزيون. يحاول الانحناء لرؤية الشاشة، لكنه يفقد الاستقبال عندما يدير رأسه لمواجهة الشاشة. بغض النظر عما يفعله، لا يمكنه الحصول على استقبال الشاشة بالتوافق مع الرؤية الجيدة. بطريقة ذكية، قرر خلع جميع ثيابه وتجميعها على الكرسي كما لو أنه جالس على الكرسي. بعد أن وضع ملابسه، يقوم بخلع سرواله الداخلي أيضًا وتغطية نفسه باستخدام صندوق الكرتون الخاص بالتلفزيون. لسوء الحظ، فور جلوسه لمشاهدة البرنامج، ينفد العداد ويقطع الكهرباء، مما يزعجه كثيرًا.

### العرض الثاني: اللص
في وقت لاحق من ذلك اليوم، يتجه مستر بين إلى الحديقة المحلية لتجربة كاميرته الجديدة. لم يستطع الحصول على لقطة واضحة، فيطلب من أحد المارة التقاط صورة له، لكن الرجل يباغت مستر بين ويهرب بالكاميرا. عند إدراك ما حدث، يبحث مستر بين عن السارق ليجده ويُطوقه عن طريق سلة المهملات وهو يقول «لص الكاميرا!» ثم يقوم بطعنه بقلم رصاص حيث يتأوه اللص ألمًا، حاول مستر بين استغلال الفرصة وإخبار ضابطة شرطة عابرة لكن اللص يفلت منه مرةً أخرة. في مركز الشرطة، يحاول بين التعرف على اللص في قائمة الشرطة، لكنه يطلب من رقيب الشرطة إجراء تعديل طفيف بعد أن واجه صعوبة في محاولة التعرف على اللص عن طريق وضع سلة المهملات فوق رؤوس المشتبهين، وباستخدام قلمه الرصاص، يطعن كل واحد منهم حتى يسمع صرخة ألمه التي يتذكرها من اللص، ويقوم بالتعرف عليه.

### العرض الثالث: الحذاء
أثناء مروره في البلدة، يشعر بين بحكة في قدمه لا يمكنه التخلص منها حتى عند ضرب حذائه على الأرض. قرر أن يقوم بحكها، فيخلع حذائه وجوربه ويضعهما على سطح سيارة متوقفة، وفجأة، تنطلق السيارة وفوقها الحذاء والجوارب. يجد بين نفسه مضطرًا إلى القفز في البلدة محاولًا العثور على السيارة، ثم يتوقف لفترة وجيزة في متجر للعثور على حذاء يتناسب مع فردة حذاءه الأخرى ولكن البائع أبلغه أنه لا يستطيع شراء فردة واحدة فقط ويجب عليه شراء زوجين من الأحذية. أثناء ذلك يكتشف مستر بين السيارة، تمكن بين في النهاية من القفز أمامها، مما تسبب في سقوط حذائه وجوربه وإمساكه، وتركه ليشكر السائق.

### العرض الرابع: كشك الصور والنادي والديسكو الليلي
في زقاق مظلم ومهجور، يحاول مستر بين تمشيط شعره في نافذة متجر، لكنه يواجه صعوبة في تمشيط الجزء الخلفي من رأسه. لحل المشكلة، يستخدم كشك التصوير لتصوير الجزء الخلفي من رأسه، ثم يتوجه إلى ملهى ليلي يسمى «كلوب فوت»، حتى يلتقي مع صديقته إيرما غوب. عندما يتجهون إلى الداخل، يضرب بين صندوق الطاقة الخاص بلوحة النيون للنادي، مما يجعلها تتوقف عن الوميض وتتعطل في النهاية. في الداخل، يدخل مستر بين وصديقته إلى منطقة المسرح حيث يتم تنفيذ عمل سحري من قبل ساحر، يتطوع مستر بين عن غير قصد عندما يحاول استدعاء نادلة لخدمتهم. سرعان ما يتسبب في فوضى عندما يستخدم الساحر خدعة سحرية لساعة مستر بين، ويعمل بعض الخدع السحرية أثناء بحث مستر بين عن ساعته، وهذا سبب الكثير من الإحراج لإيرما. بعد أن استعاد الساعة، يستعد للعودة إلى صديقته، ولكن تختفي، ثم يذهب إلى صالة الرقص في النادي بينما يبحث الساحر عنه بغضب بعد أن أفسد عرضه.
داخل الديسكو، يحاول مستر بين الرقص مع إيرما، لكنها تتجاهله وترقص مع رجل آخر. وهو في غيرته، ي يحاول مستر بين الدخول بينهما واستعادة إيرما التي تتجاهله وتستمر ببساطة في الرقص مع الرجل الآخر، مما دفعه في نهاية المطاف إلى إجبار الرجل على الخروج من الديسكو. وبعد محاولات لإستعادة إيرما، يطلب مستر بين من الدي جي تغيير الموسيقى إلى شيء رومانسي على أمل أن يجعل إيرما ترقص معه، ليجد أن الرجل عاد وعانق إيرما. يحزن بين ويخرج من الديسكو، ويكتتشف قاطع الطاقة الكهربائية للنادي ويغلقه وهو يهم بالخروج. وهو في طريقه إلى المنزل، يمر بين بجوار متجر وفيه عدد من أجهزة التلفزيون التي تعرض إحدى المُباريات في واجهة عرض المحل، تذهب الصورة عند مرور مستر بين عند الأجهزة، ثم تعود إلى وضعها الطبيعي حال رحيله، وتتوقف أيضًا عندما يعود، حتى عندما يمد بيده أمام الاجهزة في مشهد النهاية.

## الشخصيات
| الممثل           | الشخصية                    |
| ---------------- | -------------------------- |
| روان أتكينسون    | مستر بين                   |
| ماتيلدا زيغلر    | إيرما (صديقة) ضابطة الشرطة |
| نيك هانكوك       | لص الكاميرا                |
| روبين دريسكول    | رقيب الشرطة                |
| دورسلي ماكليندين | بائع الأحذية               |
| آلان شاكسون      | إيدي سبانجل (الساحر)       |
| جوليا هاوسون     | مونيك (مساعدة الساحر)      |
| فيل نيس          | راقص الديسكو               |
| مارك خان         | راقص الديسكو               |

## الإنتاج

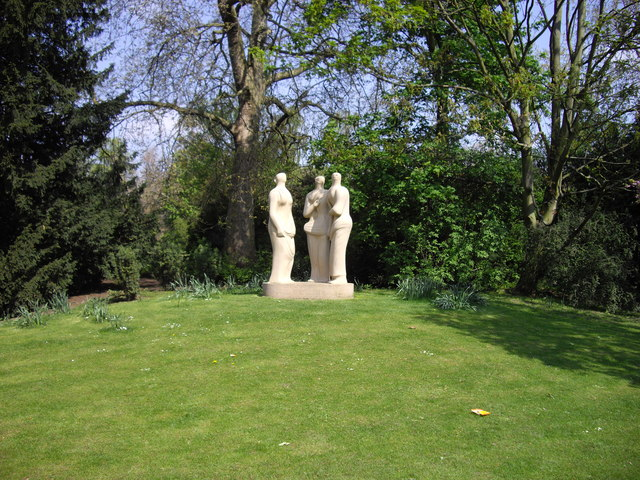
تمثال "الشخصيات الثلاث الدائمة" في باترسي بارك

تم تصوير موقع المسلسل في هذه الحلقة في باترسي بارك (بالإنجليزية: Battersea Park) وكينغستون أبون تايمز (بالإنجليزية: Kingston upon Thames). تم تصوير المشاهد الخارجية خارج شقة مستر بين في سوربيتون لعدة حلقات في المسلسل. كما تحولت مشاهد الموقع من استخدام شريط فيديو أو بي إلى فيلم 35 مم.

## الرقابة
أزالت نيكلوديون المملكة المتحدة وقناة ديزني مشهد من المسلسل أثناء البث - وهو المشهد الذي يوصل مستر بين الأسلاك في قابس التلفزيون، ويزيل بنطلونه وملابسه الداخلية.

## روابط خارجية
- مستر بين يذهب إلى المدينة على موقع IMDb (الإنجليزية)

- «مستر بين يذهب إلى المدينة» على قاعدة بيانات الأفلام على الإنترنت
- "مستر بين يذهب إلى المدينة" على تي في.كوم